# Kosterlitz-Thouless-Übergang
Der Kosterlitz-Thouless-Übergang, auch Berezinski–Kosterlitz–Thouless-Übergang genannt, nach John M. Kosterlitz, David J. Thouless und Wadim Lwowitsch Beresinski, ist ein spezieller Typ von Phasenübergang, mit exponentiell divergierender Korrelationslänge am kritischen Punkt. Er ist ein zweidimensionaler Effekt und wurde in dünnen Filmen von flüssigem Helium und Supraleitern sowie in Bose-Einstein-Kondensaten beobachtet. Er ist historisch das erste Beispiel eines topologischen Phasenübergangs. Kosterlitz und Thouless erhielten unter anderem hierfür 2016 den Nobelpreis für Physik. Der Name wird gewöhnlich als KT- bzw. BKT-Übergang abgekürzt.

## Phasenübergang
Der Kosterlitz-Thouless-Übergang kann beim zweidimensionalen XY-Modell beobachtet werden, einem einfachen Spinmodell mit Nächste-Nachbarn-Wechselwirkung. Dieses System vollzieht im Zweidimensionalen nicht den gewohnten Phasenübergang zweiter Ordnung nach der Ehrenfest-Klassifikation, da die geordnete Phase in dieser Dimension durch transversale, logarithmisch mit dem System-Maßstab divergierende Fluktuationen (Goldstone-Moden) zerstört wird (ein Beispiel des Mermin-Wagner-Theorems). Stattdessen divergiert die Korrelationslänge beim Kosterlitz-Thouless-Übergang exponentiell in der Form
{\displaystyle \xi (T)\sim \exp \left(\mathrm {const} \cdot {\sqrt {\frac {T_{\mathrm {c} }}{T-T_{\mathrm {c} }}}}\right)}
für {\displaystyle T>T_{\mathrm {c} }} mit
- Korrelationslänge {\displaystyle \xi }
- absolute Temperatur {\displaystyle T}
- kritische Temperatur {\displaystyle T_{\mathrm {c} }} (`c' für engl. critical).

Der (B)KT-Übergang ist ein Phasenübergang unendlich hoher Ordnung.
Man kann den Phasenübergang als Übergang von gebundenen Vortex-Anti-Vortex-Zuständen unterhalb der kritischen Temperatur (Vortices sind topologisch stabile Anregungen im XY-Modell) zu ungebundenen Vortex-Zuständen auffassen.